# Федорково (Тутаевский район)
В Ярославской области есть ещё девять деревень с таким названием.
Федорково (по топокарте Федоровка) — деревня Фоминского сельского округа Константиновского сельского поселения Тутаевского района Ярославской области .

## Расположение
Деревня находится на западе сельского поселения, к юго-западу от города Тутаева. Она расположена на возвышенности на удалении около 1 км от левого берега реки Медведка, которая к северу от деревни соединяясь с рекой Накринка образуют реку Рыкуша. Просёлочная дорога проходит через деревню параллельно левому берегу Медведки. В юго-восточном направлении она следует к деревням Вышницы и Парфенково, относящимся уже к Артемьевскому сельскому поселению. В северо-западном направлении эта дорога ведёт к близко расположенной деревне Саблуково и далее к бывшей деревне Панфилово .

## История
Деревня Федоркова указана на плане Генерального межевания Борисоглебского уезда 1792 года. В 1825 году Борисоглебский уезд был объединён с Романовским уездом. По сведениям 1859 года деревня относилась к Романово-Борисоглебскому уезду .

## Население
На 1 января 2007 года в деревне Федорково не числилось постоянных жителей . По карте 1975 г. в деревне жило 6 человек.